# Наро-Фомінська операція
Наро-Фомінська операція — оборонна операція військ центральної частини Західного фронту, проводилася з 1 по 5 грудня 1941 року у ході Московської битви.
До початку німецького наступу радянськими силами було обладнано лише головну смугу оборони.

## Перебіг бойових дій
1 грудня німецька 4-та армія після артилерійської та мінометної підготовки намагається вздовж Мінського та Київського шосе прорватися до Наро-Фомінська, де тримали оборону частини 5-ї, 33-ї та 43-ї радянських армій Західного фронту, найдальшим пунктом просування стало Бурцево. Німецькі передові частини перелісками та ґрунтовими дорогами зуміли прорватися до Голіцино (Одинцовський район), але незабаром змушені були відступили. Північно-східніше та південно-західніше Звенигорода нацистські сили змогли вклинитися в радянську оборону вглиб на 1,5-5 кілометрів. До двох німецьких батальйонів наступало від Атепцево на позиції, які утримувала 110-а стрілецька дивізія, атака відбита із втратами з німецької сторони до 200 вбитих. Під вечір повторюється після мінометного обстрілу наступ на Атепцево, вбито більше 110 нацистських вояків, радянські солдати теж зазнали відчутних втрат, зокрема в одній роті 1287-го стрілецького полку з 90 солдатів після атак в живих залишилося 15, із стрілецької роти, що захищала Горчухіно, лишилося 12 солдатів. Ближче до вечора німецькі сили боєм займають Савеловку; радянська рота, що оборонялася східніше Чичково, полягла майже повністю; до кінця дня 1291-й стрілецький полк під Волковою Дачею нараховував лише 300 осіб.

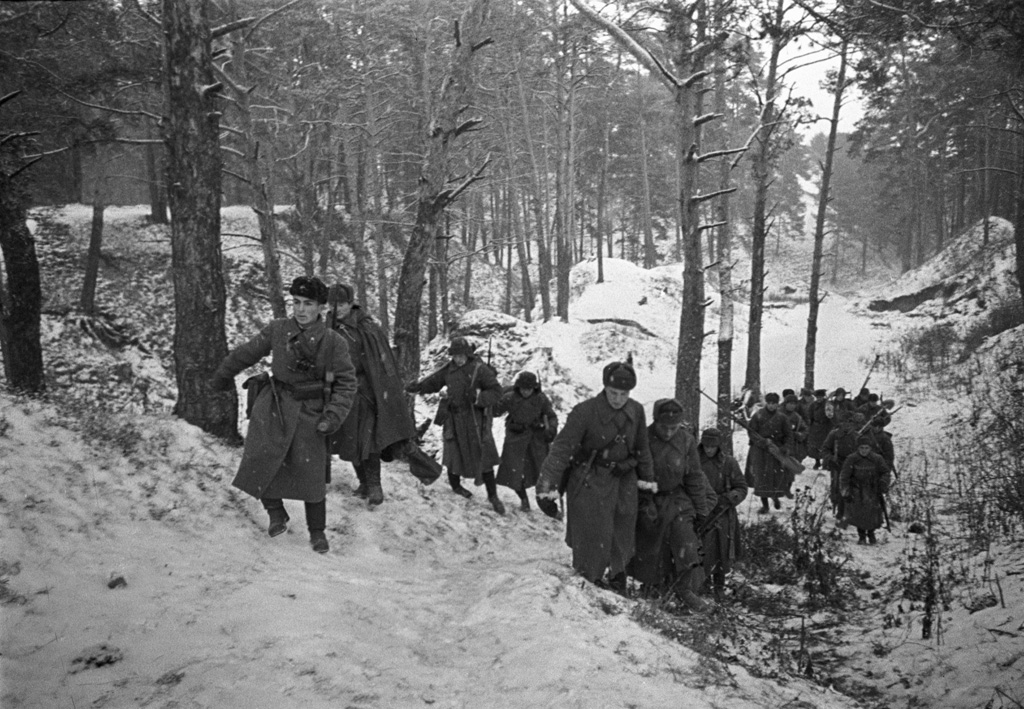
Бронебійники виходять на вогневу позицію

2 грудня 222-а стрілецька дивізія вела бої біля сіл Головеньки, Малі Семеничі, Нове, Любаново; 110-та стрілецька дивізія — по лінії Горчухіно — Волковська Дача; 113-та стрілецька дивізія з боєм відійшла із Кам'янського. Вночі німецькі сили займають Савеловку, відрізавши частини полків, окремими бійцями знову збирається радянська група під Волковою Дачею, 1291-й стрілецький полк чисельністю 350 осіб атакує німецькі сили, втративши вбитими 100 солдатів, відходить. За добу радянські сили атакували Волкову Дачу 4 рази. При наступі з Савеловки на Афанасовку німецькі сили втратили вбитими та пораненими до 100 осіб.
До кінця дня 2 грудня німецькі сили вклинилися південніше Наро-Фомінська на 8-10 кілометрів, змушено переходять до оборони. Прорвано оборону 33-ї радянської армії ударною групою — 60-70 танків та мотопіхота — біля Таширово, захопили село Акулово та Малі Семеничі, німецькі сили виходять до Юшково. В бою біля Акулово підбито до 15 німецьких танків. Спробу прорватися до Кубинки та Звенигорода відбила 5-а армія.
3 грудня при атаках під Могутово німецькі сили втратили до 100 людей вбитими та пораненими.
Для знешкодження противника в місцях проривів радянське командування приймає рішення перекинути туди сили 5-ї генерал-лейтенанта Л. О. Говорова та 33-ї генерал-лейтенанта М. Г. Єфремова армій з ділянок, на яких не проводилися атаки. Штаб Західного фронту перепідпорядковує 33-й армії резервні частини, радянським контрударом до кінця 3 грудня німці вибиті з Юшково.
4 грудня 2 танкових, 2 лижних батальйони та звідний загін піхоти вели бої з нацистськими силами під Юшково, 222-а стрілецька дивізія атакувала німецькі сили під Малими Семеничами; 113-а стрілецька дивізія проводила бойові дії по лінії Клово — Рижково. 1-а гвардійська мотострілецька дивізія під вечір контратакує німецькі сили під Таширово та дещо просунулася вперед.
Ранком 5 грудня німецькі сили були витіснені на займані перед наступом позиції північніше Кубинки та південніше Наро-Фомінська; в подальших боях нацистські військові були відкинуті за річку Нара. 222-а стрілецька дивізія окремими підрозділами вийшла на лінію Кубинка — Рассудово. Частина підрозділів 1-ї мотострілецької дивізії вела бої по лінії Мякишево — Бірюльово.

## Втрати
Втрати з обидвох сторін були величезними, зокрема:
- німецькі сили в боях з 1291-м полком 110-ї стрілецької дивізії втратили вбитими та пораненими 900 людей, 1287-го полку — 1200—1500 людей,
- 1291-й радянський полк втратив вбитими та пораненими близько 500 людей, 1287-й полк — близько 700 осіб.

222-га стрілецька дивізія після цих боїв втратила до 3/4 свого складу і була відправлена на переформування.
В братській могилі села Атепцево поховано 132 радянські бійці, Плаксіно — 30, Каменське — 128, Романово — 36, Вишгород — 13, Кузьминське — понад 50.